# Johann Gottlieb Walter
Pour les articles homonymes, voir Walter.
Johann Gottlieb Walter (1734-1818) fut un anatomiste prussien.
Né à Kœnigsberg, il professa l'anatomie à Berlin, et forma une superbe collection d'anatomie (qui fut plus tard achetée par le roi de Prusse pour une somme très considérable). Il laissa plusieurs ouvrages sur cette science, dont :
- Manuel de myologie, Berlin, 1777 ;
- Traité des os secs du corps humain, 1798.

On rapporte qu'il aurait disséqué plus de 8 000 cadavres.
Son fils, Frédéric Auguste (1764-1826), fut également professeur d'anatomie au collège de médecine et de chirurgie de Berlin. Il a publié la description de son Musée anatomique (1796).